# لوکاس لزنو
لوکاس لزنو (انگلیسی: Lucas Lezcano؛ زادهٔ ۹ ژوئیهٔ ۱۹۹۹) بازیکن فوتبال است.